# Tibor Batthyány
Tibor Batthyány (* 7. ledna 1978 Liberec) je český politik, podnikatel v kalorimetrii, v letech 2014 až 2018 primátor města Liberec. Původně byl členem hnutí ANO, v letech 2018 až 2020 předsedou hnutí PRO 2016, od ledna 2025 je místopředsedou strany GEN.

## Život
Narodil se v Liberci, své pro Česko neobvyklé příjmení má po předcích, kteří patřili k maďarské šlechtě. Získal střední elektrotechnické vzdělání. Později začal studovat na Ekonomické fakultě Technické univerzity v Liberci. Sám však přiznává, že studovaný obor na TUL nejdříve přerušil a poté studium předčasně ukončil.
Před vstupem do politiky se živil jako projektový manažer v IT oblasti. Byl také asistentem poslance za hnutí ANO 2011 Martina Komárka. Krátce před komunálními volbami v roce 2014 vyšlo najevo, že v roce 2011 byl rok v podmínce za řízení pod vlivem alkoholu. Na půl roku také přišel o řidičský průkaz. Dle svých slov měl v sobě tři piva a přeparkovával auto blíž ke svému domu (naměřili mu 1,06 promile). O tehdejší jízdě mluví jako o „hlouposti“ a o „chybě, kterou už nechce opakovat“. Jeho záznam již byl v rejstříku trestů vymazán a hledí se na něj jako na netrestaného.
Ve volném čase se rád věnuje sportu, hraje stolní tenis za Loko Depo Liberec a také fotbal za Tatran Bílý Kostel.
Tibor Batthyány má tři dcery a jednoho syna Aktuálně žije v Liberci a podniká v oblasti kalorimetrie.

## Politické působení
V listopadu 2011 stál u vzniku občanské iniciativy Akce nespokojených občanů, která se stala politickým hnutím v květnu 2012 a Tibor Batthyány byl jedním z jeho prvních členů. Působil i jako předseda krajské organizace v Libereckém kraji. Do politiky se pokoušel vstoupit, když ve volbách do Poslanecké sněmovny PČR v roce 2013 kandidoval za hnutí ANO 2011 na 2. místě jeho kandidátky v Libereckém kraji, ale neuspěl. Hnutí ANO 2011 sice v kraji získalo 2 mandáty, ale vlivem preferenčních hlasů jej přeskočila Jana Pastuchová a on skončil na 3. místě (tj. stal se prvním náhradníkem). V komunálních volbách v roce 2014 byl zvolen zastupitelem města Liberce, když vedl kandidátku hnutí ANO 2011. I když hnutí skončilo ve městě na druhém místě (18,05 % hlasů, 9 mandátů), podařilo se mu vyjednat koalici s vítězným subjektem „Změna pro Liberec“ (tj. hnutí Změna a SZ) v takové podobě, že se Tibor Batthyány stal 27. listopadu 2014 primátorem města.
V prosinci 2016 zrušilo hnutí ANO 2011 svou libereckou a frýdlantskou buňku, čímž mu v hnutí zaniklo členství.

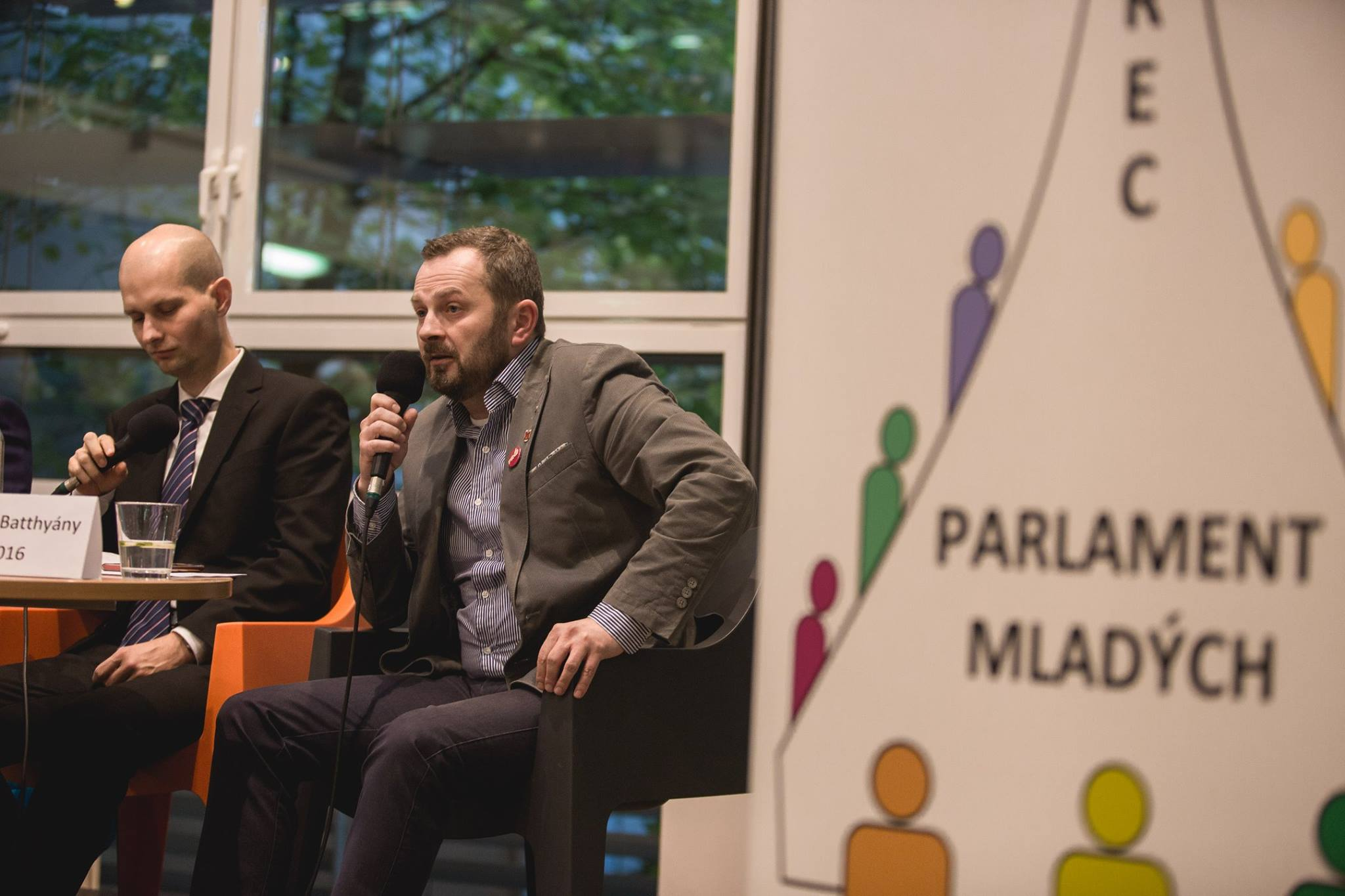
Tibor Batthyány hovoří na předvolební debatě v Krajské vědecké knihovně v září 2018

 V únoru 2018 se zúčastnil sjezdu hnutí PRO 2016 v Českém Krumlově, kde byl zvolen celostátním předsedou tohoto regionálního hnutí. Zároveň potvrdil, že se bude v komunálních volbách v říjnu 2018 opět ucházet o post libereckého primátora. Nakonec se stal lídrem kandidátky subjektu s názvem „PRO 2016 s podporou Svobodných“. Ve volbách získal celkem 3,59 % hlasů a stal se tak vůbec prvním primátorem Liberce, který nebyl zvolen do zastupitelstva města. V rozhovoru pro iDnes.cz se vyjádřil, že v komunální politice zůstane aktivní i mimo zastupitelstvo. Dne 20. listopadu 2018 jej v čele města nahradil Jaroslav Zámečník z hnutí Starostové pro Liberecký kraj. Vzhledem k celkovému neúspěchu hnutí PRO 2016 se jako předseda rozhodl pro rozpuštění hnutí, toto rozhodnutí bylo následně potvrzeno celostátním sněmem a nabylo na účinnosti k únoru 2020.
Veřejně sympatizuje s hnutím Trikolóra Václava Klause mladšího, které i finančně podpořil. V březnu 2021 se v rozhovoru pro Libereckou Drbnu vyjádřil, že mu práce na radnici chybí a rád by se do komunální politiky z pozice nestraníka na kandidátce nespecifikovaného pravicového subjektu při příležitosti příštích komunálních voleb vrátil.
V roce 2024 se stal členem strany GEN, na konci ledna 2025 byl zvolen jejím místopředsedou.